# Ermida de São Tomé (Plasencia)

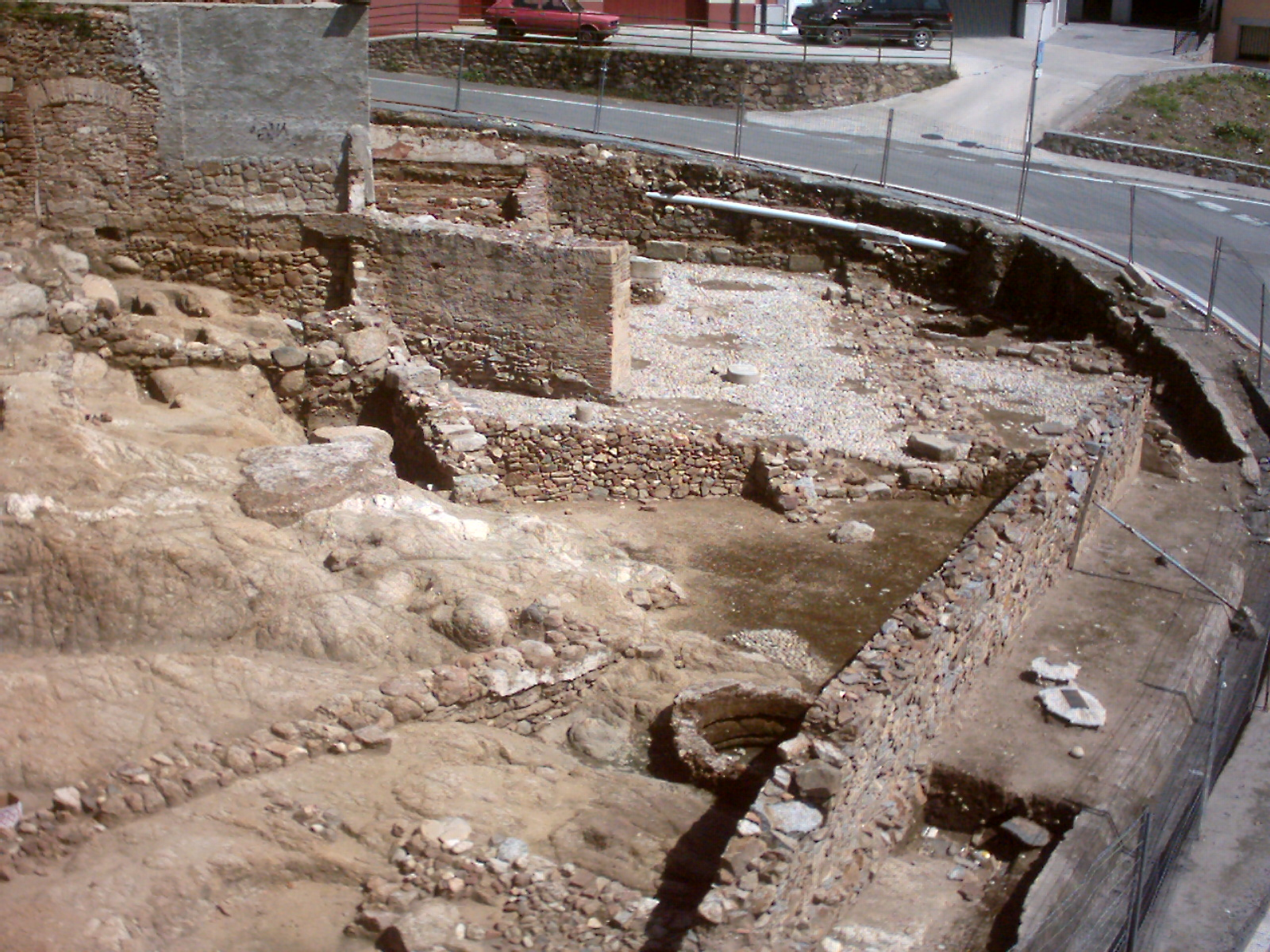
Vestígios da mesquita

A ermida de São Tomé, em Plasencia, Espanha, é uma antiga edificação religiosa cristã dedicada a São Tomé, da qual só chegaram aos nossos dias alguns restos arqueológicos. Entre estes restos encontram-se as ruínas da ermida cristã propriamente dita, vestígios da mesquita maior de Plasencia que a antecedeu, uma necrópole anterior à fundação da cidade por Afonso VIII de Castela no fim do século XII e vestígios de oficinas de tecelagem[a] e curtumes[b] que aproveitavam a proximidade do rio Jerte.
As ruínas encontram-se junto à ponte de Trujillo, fora das muralhas, próximo da Porta de Trujillo e da ermida de la Salud. A ermida é uma edificação quadrangular que assenta sobre o que foi a mesquita maior da cidade, no bairro de Toledillo, conhecido por ter sido o local ocupado pela comunidade mourisca que foi expulsa de Toledo após a conquista desta cidade pelos cristãos em 1085. Ainda hoje se podem observar claramente o mirabe e a fonte de abluções que faziam parte da mesquita.
Após a expulsão dos mouriscos de Espanha, a mesquita foi convertida numa ermida cristã. Posteriormente caiu em desuso e acabou por ser usada como nave industrial. Durante os primeiros anos do século XXI, o ayuntamiento de Plasencia comprou o edifício com ajuda de fundos europeus e levou a cabo escavações arqueológicas que levaram à descoberta de diverso material cerâmico e moedas da época de Pedro I de Castela (século XIV), as quais se encontram no Museu Provincial de Plasencia.